# Coromandel (Nuova Zelanda)
Coromandel è una cittadina della Nuova Zelanda, situata nella regione di Waikato, nell'Isola del Nord. Coromandel prende nome dall'omonima penisola che, a sua volta, è intitolata alla nave britannica HMS Coromandel.

## Geografia fisica
Il centro abitato si affaccia sul golfo di Hauraki; la sua costa è protetta da numerose isole e isolotti, il più grandi dei quali è Whanganui. La strada che collega Coromandel ad Auckland, da cui dista 75 chilometri in linea d'aria, asseconda la conformazione frastagliata della costa e si snoda per 190 chilometri.

## Storia
Nella prima metà del XIX secolo la rada di Coromandel (Coromandel harbour) è stata il principale terminale marittimo per l'industria del legname e mineraria della Penisola. Oggi il centro abitato vive principalmente di turismo e mitilicoltura.